# Again!!
Again!! (アゲイン!! Agein!!?), es una serie de manga escrita e ilustrada por Mitsurō Kubo. Fue serializada en la revista Shūkan Shōnen Magazine de la editorial Kōdansha desde 2011 hasta 2014 y fue adaptada a una serie de drama para televisión en 2014.

## Argumento
Kin'ichirō Imamura es un estudiante de preparatoria a punto de graduarse, desde siempre su vida escolar no ha sido lo que un alumno normal esperaría, no tiene amigos ni ha participado en ningún club escolar, además es conocido por ser un delincuente tanto por su apariencia ruda como por su comportamiento. En el último día de clases Imamura decide infiltrarse a un salón del club de ōendan, pero tiene un accidente, entonces una popular chica llamada Akira Fujieda que fue testigo de lo que Imamura hacía, juntos son enviados tres años al pasado, terminando en el primer día de clases. Imamura ve entonces la oportunidad de corregir todos los errores que ha cometido y se propone llevar una vida escolar, conocer amigos, decide entonces unirse al club de ōendan y ayudar a regresar a los integrantes que lo han abandonado, mientras lucha contra otros clubes y alumnos que piensan que el ōendan es una práctica anticuada.

## Personajes
Kin'ichirō Imamura (今村金一郎 Imamura Kin'ichirō?)
El protagonista de la historia. Es un joven estudiante de último año de preparatoria, siempre ha sido un chico solitario y catalogado como delincuente juvenil por sus compañeros, nunca tuvo amigos ni participaba en los clubes al terminar las clases.
Akira Fujieda (藤枝暁 Fujieda Akira?)
Una estudiante de preparatoria, compañera de clase de Imamura, es una de las chicas más populares de la escuela. En el último día de clases es testigo de como Imamura entra sin permiso al salón que sirve de oficina del club de ōendan y ella piensa que es un ladrón. Debido a un accidente ocasionado en las escaleras, es enviada junto a su compañero tres años atrás.
Yoshiko Usami (宇佐美良子 Usami Yoshiko?)
Es una estudiante de preparatoria y la capitana del club de ōendan. Es la única miembro del club, pues el resto de los integrantes se vieron asustados por la actitud y extrema disciplina de la chica. Cuando Imamura llega al pasado, se une al club y la ayuda a convencer a los miembros que regresen.
Tamaki Abe (藤枝暁 Abe Tamaki?)
Es una estudiante de preparatoria y capitana del club de animadoras. Piensa que el club de ōendan no debería existir y los ve como anticuados.
Kitajima (北島 Kitajima?)
Es el consejero del club de ōendan y también profesor asesor de la escuela.

## Manga
El manga fue escrito e ilustrado por Mitsurō Kubo, fue publicado en la revista Shūkan Shōnen Magazine de la editorial Kōdansha, se han compilado doce volúmenes en formato tankōbon.

### Volúmenes del manga
| N.º | Título       | Fecha de lanzamiento     | ISBN original          |
| --- | ------------ | ------------------------ | ---------------------- |
| 1   | «Volumen 1»  | 16 de septiembre de 2011 | ISBN 978-4-06-384542-6 |
| 2   | «Volumen 2»  | 17 de noviembre de 2011  | ISBN 978-4-06-376147-4 |
| 3   | «Volumen 3»  | 17 de enero de 2012      | ISBN 978-4-06-376184-9 |
| 4   | «Volumen 4»  | 17 de abril de 2012      | ISBN 978-4-06-376626-4 |
| 5   | «Volumen 5»  | 17 de julio de 2012      | ISBN 978-4-06-376653-0 |
| 6   | «Volumen 6»  | 17 de octubre de 2012    | ISBN 978-4-06-376714-8 |
| 7   | «Volumen 7»  | 17 de octubre de 2013    | ISBN 978-4-06-376768-1 |
| 8   | «Volumen 8»  | 17 de abril de 2013      | ISBN 978-4-06-376808-4 |
| 9   | «Volumen 9»  | 17 de julio de 2013      | ISBN 978-4-06-376859-6 |
| 10  | «Volumen 10» | 17 de octubre de 2013    | ISBN 978-4-06-376903-6 |
| 11  | «Volumen 11» | 17 de febrero de 2014    | ISBN 978-4-06-376929-6 |
| 12  | «Volumen 12» | 16 de mayo de 2014       | ISBN 978-4-06-376984-5 |